# Новогродовка
Новогро́довка (укр. Новогро́дівка) — город в Покровском районе Донецкой области Украины, административный центр Новогродовской городской общины. До 2020 года был городом областного подчинения. Экономически и исторически тесно связан с городом Селидово из-за интеграции окружающих города группы шахт в Групповую обогатительная фабрику «Россия» с добычей и переработкой 1,8 миллиона тонн каменного угля. Новогродовский машиностроительный завод известен тем, что произвел более 1 миллиона газовых котлов под маркой DANI.
В городе расположена узловая железнодорожная станция Гродовка.
С 3 сентября 2024 года в ходе российского наступления в Донецкой области город захвачен армией РФ.

## История
Первое поселение, существовавшее на территории современного города — рудник Гродовский (население в 1923 году — 861 человек). В 1950 году получил статус рабочего посёлка и современное название. Статус города получил в 1958 году. Город областного подчинения с 26 июня 1992 года до 17 июля 2020 года.
22 августа 2024 года в ходе полномасштабного вторжения России в Украину начались бои за Новогродовку между ВСУ и ВС РФ. В середине сентября россияне в Новгородовке одного из украинских военнопленных убили мечом.

## Население
Население 21 987 человек, из них в «старой» Новогродовке проживает 15 583 человек, остальные проживают в селах Николаевка, Михайловка, Галицыновка, которые включены в состав городской агломерации.
| Год  | Количество жителей |
| ---- | ------------------ |
| 1923 | 861                |
| 1927 | 1780               |
| 1959 | 14 296             |
| 1964 | 21 000             |
| 1970 | 22 902             |
| 1979 | 20 804             |
| 1989 | 19 429             |
| 1992 | 19 500             |
| 1994 | 20 000             |
| 1998 | 19 000             |
| 2002 | 17 473             |
| 2003 | 17 085             |
| 2004 | 16 822             |
| 2005 | 16 587             |
| 2006 | 16 438             |
| 2007 | 16 276             |
| 2008 | 16 168             |
| 2009 | 15 987             |
| 2010 | 15 824             |
| 2011 | 15 660             |
| 2012 | 15 560             |
| 2013 | 15 398             |
| 2014 | 15 247             |
| 2015 | 15 170             |
| 2016 | 15 027             |
| 2017 | 14 931             |
| 2018 | 14 758             |
| 2019 | 14 636             |
| 2020 | 14 481             |
| 2021 | 14 300             |

Рождаемость — 8,2 на 1000 человек, смертность — 17,4, естественная убыль — −9,2, сальдо миграции отрицательное (-6,3 на 1000 человек).
Национальный состав населения по данным всеукраинской переписи 2001 года
| N | Национальность | Количество | Уд. вес (%) |
| - | -------------- | ---------- | ----------- |
| 1 | Украинцы       | 10 844     | 61,76 %     |
| 2 | Русские        | 5944       | 33,85 %     |
| 3 | Белорусы       | 276        | 1,57 %      |
| 4 | Татары         | 123        | 0,70 %      |
|   | Всего          | 17 559     | 100 %       |

### Языковой состав
Родной язык населения по данным переписи 2001 года:
| Язык       | Численность, чел. | Доля     |
| ---------- | ----------------- | -------- |
| Украинский | 5 240             | 29,84 %  |
| Русский    | 12 151            | 69,20 %  |
| Другое     | 168               | 0,96 %   |
| Итого      | 17 559            | 100,00 % |

## Экономика

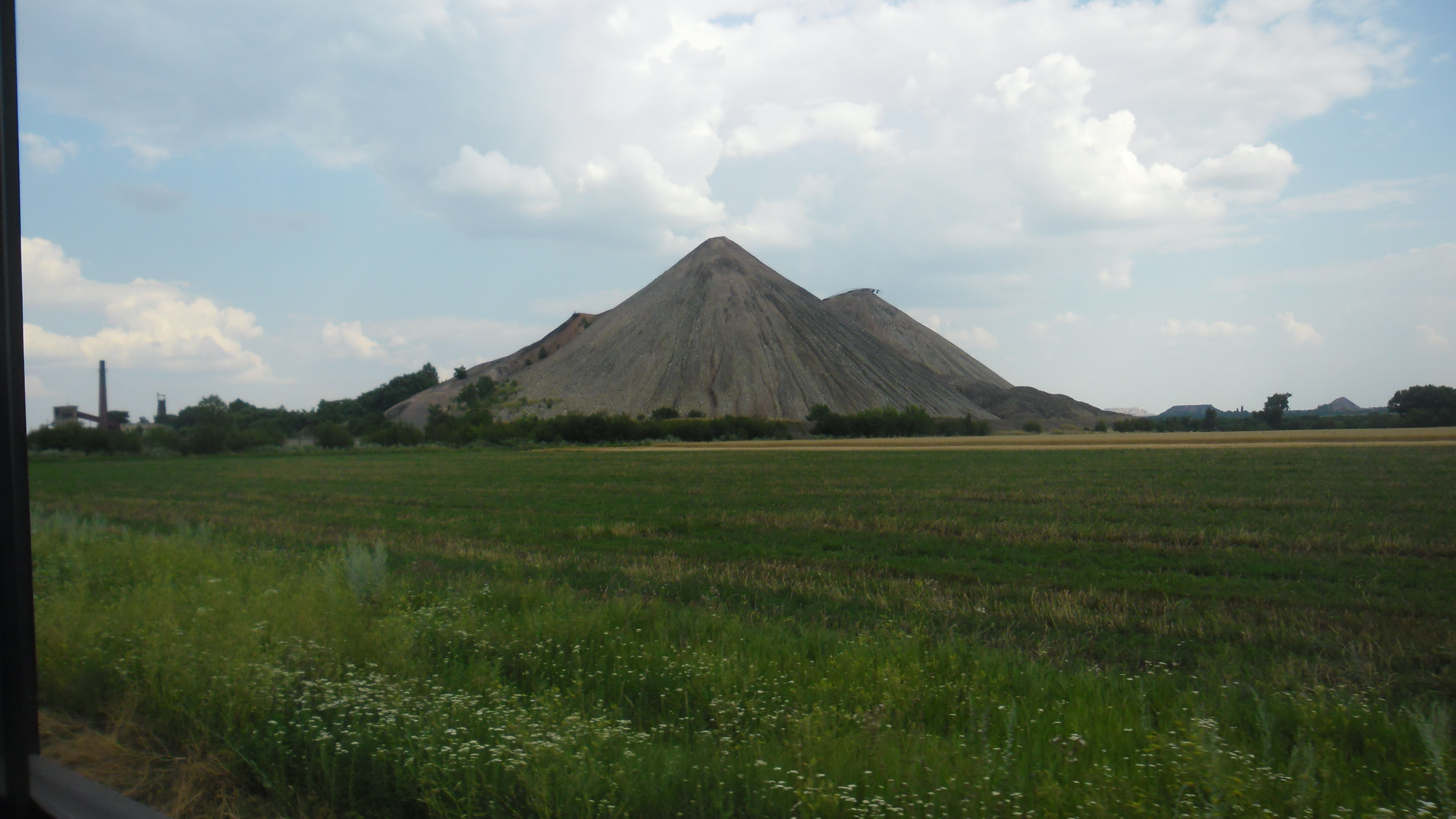
Шахта Новогродівська

Групповая обогатительная фабрика «Россия» с группой шахт с добычей и переработкой 1,8 миллиона тонн каменного угля.
Фабрику обеспечивают углем находящиеся у города шахты: Шахта «Россия», «Новогродовская № 2», «Новогродовская 1/3».
Новогродовский машиностроительный завод, один из основных производителей газовых котлов в Украине. Все было произведено более 1 миллиона газовых котлов, которые также активно экспортировались за рубеж. Завод имеет более чем 40 летнюю историю и был создан в начале как филиал Экспериментального машиностроительного завода имени Мясищева в г. Жуковский (авиационно-космическое машиностроение).
Около 80 % занятых в хозяйстве работают в промышленности.

## Медицина
В городе имеется городская больница, перепрофилированная в госпиталь. Может паллиативную помощь пациентам с неизлечимыми болезнями или ранениями. Это одна из первых больниц в Донецкой области, где создали отделения паллиативной помощи — стационарной и мобильной.

## Финансы
По данным на 2003 год: экспорт товаров составлял 0,962 млн долларов США, объём произведённых услуг — 1 млн гривен, коэффициент безработицы — 2,4 %, среднемесячная зарплата — 662 гривны.

## Достопримечательности
- Новогродовский дворец культуры (ул. Центральная)
- общеобразовательные школы № 8,7,9,10
- Музыкальная школа № 2

## Социальная сфера
Имеются 4 школы (1799 учеников), 4 детсада (499 детей), 3 библиотеки.

## Религия
В Новогродовке находятся храмы Покровского благочиния Донецкой епархии Украинской православной церкви (Московского патриархата): Свято-Покровский, Свято-Варваринский и Святой Матроны Московской.